# Gestreifter Adlerrochen
Der Gestreifter Adlerrochen (Aetomylaeus bovinus, Syn.: Pteromylaeus bovinus) ist eine Rochenart, die küstennah im östlichen Atlantik in Tiefen von 10 bis 150 Metern vorkommt. Das genaue Verbreitungsgebiet reicht von Madeira über Portugal, Marokko und die Kanarischen Inseln bis Südafrika, geht dort um das Kap der Guten Hoffnung bis zum südlichen Mosambik und erreicht damit den äußersten Südwesten des Indischen Ozeans. Außerdem kommt er im Mittelmeer vor, wo er inzwischen aber selten ist.

## Merkmale
Der Gestreifte Adlerrochen erreicht mit seinem langen, peitschenartigen Schwanz eine Länge von maximal 2,50 Metern und ein Maximalgewicht von 83 kg, bleibt für gewöhnlich aber bei einer Länge von 1,50 Meter. Seine lange, abgeflachte und abgerundete Schnauze erinnert entfernt an einen Entenschnabel, weshalb er oft auch Entenschnabelrochen genannt wird. Ober- und Unterkiefer sind mit sieben Reihen von flachen Zähnen besetzt. Der Kopf ist groß, die flügelähnlichen, großen Brustflossen enden in abgerundeten Spitzen. Gestreifte Adlerrochen sind oberseits grünbraun bis hellbraun mit 7 bis 8, seltener 9 helle blaugraue Streifen. Die Bauchseite ist weiß. Kopf, Rumpf und Brustflossen ergeben ein rautenähnliches Körperprofil. Eine Schwanzflosse fehlt. Während die primitiven Geigenrochen, sowie die Sägerochen und die Zitterrochenartigen sich wie die meisten Haie durch Stammschlängeln des Körpers und der Schwanzflosse fortbewegen und die Echten Rochen sich durch wellenförmige Bewegungen ihrer großen Brustflossen fortbewegen, schlagen Gestreifte Adlerrochen wie alle anderen Adlerrochen ähnlich wie Vögel mit ihren Flügeln mit den vergrößerten Brustflossen.

## Lebensweise
Der Gestreifte Adlerrochen lebt küstennah allein, zeitweise auch in kleinen Gruppen. Er ernährt sich vor allem von bodenbewohnenden Krebstieren und Weichtieren. Wie alle Adlerrochen ist er ovovivipar. Die drei bis sieben Jungrochen werden im Herbst geboren.